# Eira Pedrinha
Eira Pedrinha é uma povoação que pertence à atual freguesia de Condeixa-a-Velha e Condeixa-a-Nova, próxima das ruínas romanas de Conímbriga e da sede de município, Condeixa-a-Nova, no Distrito de Coimbra.
É conhecida por ter terras de cultivo e também um rancho chamado Rancho Folclórico e Etnográfico de Eira Pedrinha.
Perde-se no tempo a formação desta povoação. A descoberta de uma importante jazida pré-histórica onde foram encontrados esqueletos, objectos de cerâmica, pontas de sílex e machados de pedra, mostram que já era habitada há mais de quatro mil anos. É do Séc. XII (1128) a mais antiga referência escrita a esta lugar. Aldeia pobre que sempre viveu da agricultura, tem a sua maior riqueza na água que jorra em abundância das sua 19 nascentes e que vai irrigar os seus campos que produzem uma grande variedade de produtos hortícolas que são vendidos nas feiras e mercados, quer na sede de município quer nos municípios limítrofes.
Tal abundância de água esteve na origem da única indústria que existiu na aldeia: a moagem. Os seus treze moinhos movidos a água transformavam os cereais em branca farinha que os moleiros transportavam nas sua carroças puxadas por animais, para terras bem distantes.
Apesar de estar a converter-se em prolongamento da vila, num estranho urbanismo que planta prédios de apartamentos à borda de mimosos alfobres, a Eira Pedrinha é um lugar encantador. O núcleo antigo da aldeia com as suas pedreiras abertas no tufo formam verdadeira cascata, banhada de sol mas onde a água é farta e não faltam sombras frescas e numerosas nogueiras. De manhã ao pôr-do-sol quem passa na antiga estrada real tem lição de agricultura, pois o delicado amanho dos viveiros de plantas hortícolas é faina sem tréguas. Provavelmente há muitos séculos, pois Eira Pedrinha já é referida no séc. XII e chegou a ser concelho. Recuando nos tempos, os testemunhos arqueológicos dizem-na habitada durante o período suevo-visigótico, a época romana e a Pré-história recente, quando as suas grutas e lapas foram usadas como abrigo natural.
A capelinha de Nossa Senhora da Piedade compensa a visita.
Antes de existir o Rancho, foi criada a Comissão de Melhoramentos fundada em 1954, para a colocação de uma rede de águas, que inicialmente servia os fontanários e um lavadouro, e cerca de meia dúzia de casas, rede de águas esta ainda existente e conhecida como Nascente da Raposeira.

## Ligação Externa
- Rancho folclórico